# Rafael Buzacarini
Rafael Augusto Buzacarini (6 de octubre de 1991) es un deportista brasileño que compite en judo. Ganó cinco medallas en el Campeonato Panamericano de Judo entre los años 2014 y 2025.

## Palmarés internacional
| Campeonato Panamericano | Campeonato Panamericano | Campeonato Panamericano | Campeonato Panamericano |
| Año                     | Lugar                   | Medalla                 | Categoría               |
| ----------------------- | ----------------------- | ----------------------- | ----------------------- |
| 2014                    | Guayaquil (Ecuador)     | Medalla de bronce       | –100 kg                 |
| 2020                    | Guadalajara (México)    | Medalla de plata        | –100 kg                 |
| 2022                    | Lima (Perú)             | Medalla de plata        | –100 kg                 |
| 2024                    | Río de Janeiro (Brasil) | Medalla de bronce       | –100 kg                 |
| 2025                    | Santiago (Chile)        | Medalla de plata        | +100 kg                 |